# Mediclin Herzzentrum Lahr
Das MEDICLIN Herzzentrum Lahr umfasst eine Klinik für Herz-, Thorax- und Gefäßchirurgie sowie eine Klinik für Innere Medizin und Kardiologie. Es wird von der MediClin AG betrieben.

## Lage
Das Herzzentrum liegt in Lahr/Schwarzwald (Baden-Württemberg) am Rande des Schwarzwalds.

## Geschichte
Das Herzzentrum Lahr ging aus einem ehemaligen Krankenhaus der kanadischen Streitkräfte hervor. 1994 kaufte die Kraichgau-Klinik AG es und gründete das Herzzentrum. 2002 übernahm der SanaVerbund die Klinik. Seit 2007 gehört sie zur MediClin AG.

## Kennzahlen
Das Herzzentrum verfügt über 75 Betten. Jedes Jahr werden dort über 5.000 Patienten behandelt. Mehr als 30.000 Patienten wurden bislang am offenen Herzen operiert.

## Behandlungsschwerpunkte
Im Herzzentrum werden Herz-Kreislauf-Erkrankungen diagnostiziert und therapiert. Es deckt das ganze Spektrum der Herzchirurgie bei Erwachsenen mit Ausnahme von Herz-Transplantationen ab. Auch Operationen an peripheren Gefäßen werden durchgeführt.